# Санта-Катарина (Лісабон)
Санта-Катаріна (порт. Santa Catarina; МФА: [ˈsɐ̃.tɐ kɐ.tɐ.ˈɾi.nɐ]) — парафія в Португалії, у муніципалітеті Лісабон. Розташована в західній частині країни, на теренах історичної португальської провінції Ештремадура. Входить до складу округу Лісабон. За адміністративним поділом, чинним до 1976 року, терени парафії були складовою провінції Ештремадура. Належить до Лісабонського патріархату Католицької церкви. Патрон — Катерина Синайська. Площа — 0,2135 км². Населення — 3716 ос. (2011). Сильно урбанізований регіон. Густота населення — 17 405,15 осіб/км²
. Код — 110628.

## Географія

Райони Лісабона
Зони Лісабона

## Населення
| Кількість мешканців | Кількість мешканців | Кількість мешканців | Кількість мешканців | Кількість мешканців | Кількість мешканців | Кількість мешканців | Кількість мешканців | Кількість мешканців | Кількість мешканців | Кількість мешканців | Кількість мешканців | Кількість мешканців | Кількість мешканців | Кількість мешканців |
| ------------------- | ------------------- | ------------------- | ------------------- | ------------------- | ------------------- | ------------------- | ------------------- | ------------------- | ------------------- | ------------------- | ------------------- | ------------------- | ------------------- | ------------------- |
| 1864                | 1878                | 1890                | 1900                | 1911                | 1920                | 1930                | 1940                | 1950                | 1960                | 1970                | 1981                | 1991                | 2001                | 2011                |
| 8 694               | 10 282              | 11 065              | 11 517              | 12 703              | 13 742              | 13 601              | 13 778              | 13 342              | 11 715              | 8 925               | 7 969               | 5 153               | 4 081               | 3 716               |